# Bjørn Helland-Hansen
Bjørn Helland-Hansen (15. oktober 1877 i Oslo - 7. september 1957 i Bergen) var en norsk oceanograf. Han var en af de førende mænd indenfor norsk havforskning i 1900-tallet, både gennem sin egen forskning og som administrator. Sammen med Fridtjof Nansen udgav han i 1909 standardværket om Norskehavet, The Norwegian sea.
Helland-Hansen var i gang med et medicinstudie, da han under en ekspedition til Nordnorge sammen med nordlysforskeren Kristian Birkeland fik forfrysninger i flere fingre, som måtte amputeres. Efter dette opgav han at blive læge og begyndte at studere oceanografi, i København under professor Martin Knudsen. I 1900 blev han ansat som hydrografisk assistent ved Norges fiskeristyrelse i Bergen, og indledte her et mangeårigt samarbejde med Fridtjof Nansen, som var zoolog ved Bergen Museum. I årene 1900 til 1905 gjorde Helland-Hansen og Nansen flere togter med det nybyggede forskningsfartøj Michael Sars, først og fremmest i Norskehavet.
I 1905 publicerede Helland-Hansen The Hydrography of the Faeroe-Shetland Channel, hvor han med udgangspunkt i Vilhelm Bjerknes' cirkulationssats udviklede en formel for beregning af hastighed i havstrømme – Helland-Hansens strømformel. Som mangeårig leder af Den biologiske station ved Bergens museum arbejdede Helland-Hansen med at sammenknytte de tidligere adskilte fagmiljøer indenfor fysisk oceanografi og marinbiologi. Han var en drivkraft i arbejdet med at få bygget et nyt og tidssvarende forskningsfartøj, og i 1912 blev skibet Armauer Hansen søsat.
I 1914 blev Helland-Hansen udnævnt til professor ved Bergens museum. Han tog initiativ til oprettelsen af Geofysisk institut i 1917, og foreslog at Vilhelm Bjerknes skulle inviteres til at lede det nye institut. Han må derfor få meget af æren for dannelsen af den berømte Bergensskole i meteorologi. Han stod også bag planlægningen af det kommende Chr. Michelsens Institut, og blev instituttets første leder fra oprettelsen i 1930 til 1955.
Også internationalt har Bjørn Helland-Hansen sat sig spor som leder og administrator. Fra 1936 til 1945 var han præsident for Den internationale association for fysisk oceanografi, og fra 1946 til 1948 for Den internationale union for geodæsi og geofysik.
Helland-Hansen fik to St. Olavs Ordener. Han blev ridder af 1. klasse af St. Olavs orden i 1936 for sin videnskabelig indsats og resultater, og i 1946 blev han tildelt Kommandørkorset af St. Olavs orden for sine fortjeneste ved Bergen Museum. Han har også modtaget Galathea Medaillen af Det Kongelige Danske Geografiske Selskab.